# 宮下正裕
宮下 正裕（みやした まさひろ、1946年6月27日 - ）は、日本の経営者。竹中工務店社長、会長を務めた。長野県伊那市出身。

## 経歴・人物
伊那北高等学校を経て、1971年に東京大学工学部都市工学科を卒業し、同年に竹中工務店に入社した。2003年3月に取締役に就任し、2007年3月に常務、2010年3月に専務、2012年3月に副社長を経て、2013年3月に社長に就任。2019年3月に会長に就任。